# Župnija Črniče

Župnija Črniče je rimskokatoliška teritorialna župnija dekanije Vipavska škofije Koper.

## Sakralni objekti
- župnijska cerkev sv. Vida
- podružnična cerkev sv. Justa
- podružnična cerkev sv. Kozme in Damijana
- podružnična cerkev sv. Janeza in Pavla